# Jean-Guy Soumy
Pour les articles homonymes, voir Soumy (homonymie).
Jean-Guy Soumy, né le 1er juin 1952 à Guéret dans la Creuse, est un écrivain français.

## Biographie
Jean-Guy Soumy fait ses études secondaires au lycée Pierre-Bourdan à Guéret. Puis il suit à l'université de Limoges des études de physique et de mathématiques. Il enseigne les mathématiques depuis 1976. Il est devenu professeur d'école normale en 1981. Depuis 1992, il enseigne à l'Institut universitaire de formation des maîtres du Limousin.

### Vie privée
Il est marié et père de deux filles. Il vit dans la région de Bourganeuf.

## Écriture
Il est le coauteur d'ouvrages de mathématiques parus dans la collection « Vivre les mathématiques » chez l'éditeur Armand Colin.
Il appartient à l'École de Brive nom donné à un courant contemporain du roman de terroir et il est membre de la Nouvelle école de Brive.

## Œuvres
- Trilogie :
  - Les Moissons délaissées (1992)
  - Les Fruits de la ville (1993)
  - Le Bouquet de la Saint-Jean (1995)
- La Belle Rochelaise, Robert Laffont, Paris, 1998, 392 p.  (ISBN 2-221-08722-4) ; Prix des libraires en 1998.
- Les Affluents du ciel, Robert Laffont, Paris, 1999, 298 p.  (ISBN 978-2221090510)
- Rendez-vous sur l'autre rive, Robert Laffont, Paris, 2001, 299 p.  (ISBN 978-2221093993)
- Un feu brulait en elles, Robert Laffont, Paris, 2002, 496 p.  (ISBN 978-2221097984)
- La Tempête, Robert Laffont, Paris, 2003, 283 p.  (ISBN 978-2221100462)
- Julie de bonne espérance, Robert Laffont, Paris, 2003, 302 p.  (ISBN 978-2221084120)
- La Tentation de Clarisse, Robert Laffont, Paris, 2004, 228 p.  (ISBN 978-2221103593)
- L’Œuvre vive, Robert Laffont, Paris, 2005, 409 p.  (ISBN 978-2221105801)
- La Chair des étoiles, Robert Laffont, Paris, 2008, 336 p.  (ISBN 978-2221110522)
- Le Congrès, Paris, Robert Laffont, 2010, 276 p. (ISBN 978-2-221-11378-3)
- Les Mariés du Purgatoire, Robert Laffont, 2011, 306 p.  (ISBN 978-2221125359)
- Le Silence, Robert Laffont, Paris, 2013, 234 p.  (ISBN 978-2-221-13430-6)
- La Promesse, Robert Laffont, Paris, 2015, 234 p.  (ISBN 978-2-221-15609-4)
- Le Soldat Fantôme, Robert Laffont, Paris, 2016, 288 p.  (ISBN 978-2221192207)
- Un Baiser, rien de plus, Robert Laffont, Paris, 2018, 306 p.  (ISBN 978-2221215111) ; réédition Pocket, 2019, 304 p.  (ISBN 978-2266289856)